# GAZ-51

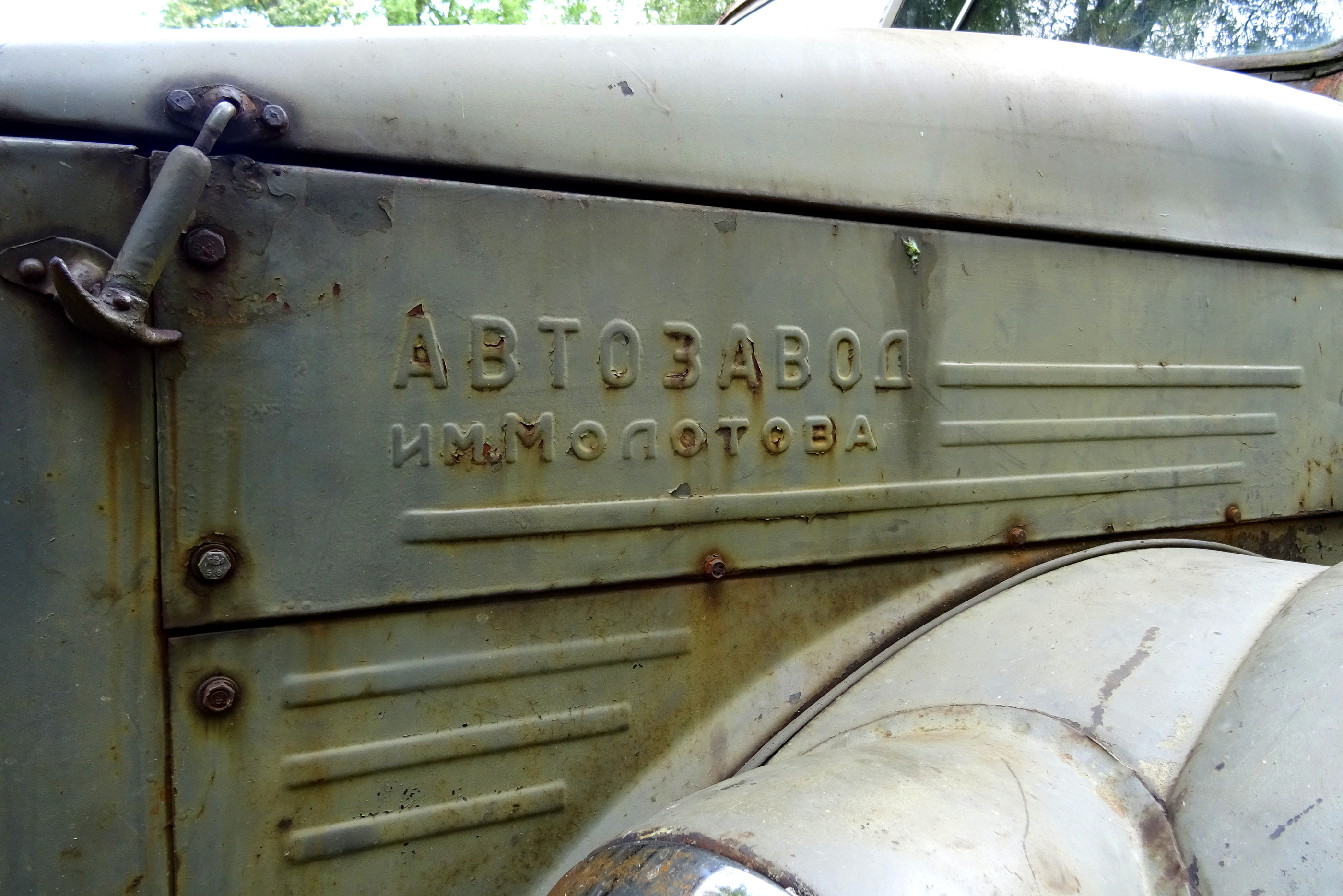
Nazwa wytłoczona na masce modelu wczesnej produkcji („Mołotowiec”)

GAZ-51 – lekki samochód ciężarowy produkowany w latach 1946–1975 przez firmę GAZ w ZSRR.

## Historia modelu
Prace projektowe nad następcą lekkiego samochodu ciężarowego GAZ-AA i jego zmodernizowanej wersji GAZ-MM rozpoczęto w 1937 roku. Pierwsze prototypy o oznaczeniu GAZ-11-51 zbudowane zostały na początku 1939 roku i skierowane do badań drogowych, które zakończone zostały w czerwcu 1940 roku. Jeszcze w tym samym roku odbyła się oficjalna premiera tego modelu na Wszechzwiązkowej Wystawie Rolniczej w Moskwie. Do napędu prototypów modelu GAZ-51 wykorzystano 6-cylindrowy silnik benzynowy GAZ-11 o mocy maksymalnej 76 KM. Ładowność pojazdu wynosiła 2 tony. W 1941 roku dalsze prace rozwojowe zostały przerwane z powodu niemieckiego ataku na ZSRR.
W 1943 roku prace badawcze nad tym modelem zostały wznowione. Jednak zmieniono założenia konstrukcyjne pojazdu odnośnie do ładowności, która miała wynosić 2,5 tony. Samochód otrzymał kabinę wzorowaną na amerykańskim Studebaker US-6, natomiast forma błotników była podobna do samochodów niemieckich. Ostatecznie pojazd, pod zmienionym oznaczeniem – GAZ-51, zaprezentowany został w 1945 roku i skierowany do próbnej produkcji małoseryjnej. Produkcja seryjna rozpoczęta została w 1946 roku w zakładzie GAZ w Gorki, jednak ze względu na duże zapotrzebowanie w latach 1950–1952 model ten produkowany był również w Irkucku.

Do napędu GAZa-51 przewidziano 6-cylindrowy silnik benzynowy typu GAZ-51 o pojemności skokowej 3480 cm³ i mocy maksymalnej 70 KM. Jednostka napędowa zblokowana została z 4-biegową skrzynią manualną, poprzez którą napęd przenoszony był na koła tylne. W układzie jezdnym zastosowano przednią oś sztywną opartą na półeliptycznych wzdłużnych resorach piórowych wspartych przez ramieniowe amortyzatory hydrauliczne. Tylny most napędowy zawieszony został na resorach piórowych oraz dodatkowych resorach pomocniczych.
W 1955 roku do produkcji skierowano zmodernizowaną wersję oznaczoną jako GAZ-51A. W modelu tym zastosowano centralny bębnowy hamulec pomocniczy, skrzynię ładunkową ze wszystkimi burtami otwieranymi oraz zmodernizowaną kabinę. Produkcja wszystkich odmian modelu GAZ-51 została zakończona w 1975 roku, po wyprodukowaniu 3 481 033 egzemplarzy tego modelu.
Na bazie podwozi GAZ-51 produkowano w kilku fabrykach autobusy GZA-651 i modele pochodne (PAZ-651, KAwZ-651 i inne). GAZ-51 produkowano też na licencji w Polsce jako FSC Lublin-51, w Korei Północnej i Chinach.

## Wersje
- GAZ-51U – Wersja eksportowa GAZa-51.
- GAZ-51A – Wersja po modernizacji, produkowana w latach 1955–1975.
- GAZ-51AU – Wersja eksportowa GAZa-51A.
- GAZ-51B – Wersja wyposażona w silnik dostosowany do zasilania gazem koksowym.
- GAZ-51I – Wersja z kabiną załogową, produkowana w latach 1956–1975.
- GAZ-51N – Wersja dla Armii Radzieckiej.
- GAZ-51P – Ciągnik siodłowy, dostosowany do pracy w zestawie z jednoosiową naczepą.
- GAZ-51R – Taksówka osobowo-towarowa.
- GAZ-51S – Wersja przeznaczona dla rolnictwa, wyposażona w powiększony zbiornik paliwa.
- GAZ-51T – Taksówka towarowa.
- GAZ-51W – Wersja eksportowa o ładowności 3 ton, produkowana w latach 1956–1975.
- GAZ-51Ż – Wersja wyposażona w silnik dostosowany do zasilania gazem LPG.
- GAZ-63 – Wersja z napędem na obie osie.
- GAZ-93 – Wersja z tylno zsypowym nadwoziem wyładowczym, na bazie skróconego o 320 mm podwozia modelu GAZ-51.
- GAZ-93A – Wersja z tylno zsypowym nadwoziem wyładowczym, na bazie modelu GAZ-51A.